# Brussels Cycling Classic 2015
La Brussels Cycling Classic 2015, novantacinquesima edizione della corsa (fino al 2012 nota con l'appellativo di Parigi-Bruxelles), valevole come evento dell'UCI Europe Tour 2015 categoria 1.HC, si svolse il 5 settembre 2015 su un percorso di 200,8 km. La vittoria fu appannaggio dell'olandese Dylan Groenewegen, che terminò la gara in 4h 47' 58" alla media di 41,838 km precedendo i belgi Roy Jans e Tom Boonen.
Al traguardo di Bruxelles furono 168 i ciclisti, dei 188 alla partenza, che portarono a termine la competizione.

## Squadre e corridori partecipanti
| N.      | Cod. | Squadra                      |
| ------- | ---- | ---------------------------- |
| 1-8     | EQS  | Etixx-Quick Step             |
| 11-18   | ALM  | AG2R La Mondiale             |
| 21-28   | AST  | Astana Pro Team              |
| 31-38   | FDJ  | FDJ                          |
| 41-48   | LAM  | Lampre-Merida                |
| 51-58   | LTS  | Lotto-Soudal                 |
| 61-68   | TGA  | Team Giant-Alpecin           |
| 71-77   | TLJ  | Team Lotto NL-Jumbo          |
| 81-88   | TFR  | Trek Factory Racing          |
| 91-98   | AND  | Androni Giocattoli-Sidermec  |
| 101-108 | BOA  | Bora-Argon 18                |
| 111-118 | BSE  | Bretagne-Séché Environnement |

| N.      | Cod. | Squadra                        |
| ------- | ---- | ------------------------------ |
| 121-128 | CCC  | CCC Sprandi Polkowice          |
| 131-138 | COF  | Cofidis                        |
| 141-148 | NIP  | Nippo-Vini Fantini             |
| 151-158 | ROP  | Roompot Oranje Peloton         |
| 161-168 | RVL  | RusVelo                        |
| 171-178 | STH  | Southeast Pro Cycling Team     |
| 181-188 | EUC  | Team Europcar                  |
| 191-198 | TSV  | Topsport Vlaanderen-Baloise    |
| 201-208 | WGG  | Wanty-Groupe Gobert            |
| 211-218 | CIB  | Cibel                          |
| 221-228 | WIL  | Veranda's Willems Cycling Team |
| 231-238 | WBC  | Wallonie-Bruxelles             |

## Ordine d'arrivo (Top 10)
| Pos. | Corridore           | Squadra      | Tempo    |
| ---- | ------------------- | ------------ | -------- |
| 1    | Dylan Groenewegen   | Roompot      | 4h47'58" |
| 2    | Roy Jans            | Wanty        | s.t.     |
| 3    | Tom Boonen          | Etixx        | s.t.     |
| 4    | Bryan Coquard       | Europcar     | s.t.     |
| 5    | Michael Van Staeyen | Cofidis      | s.t.     |
| 6    | Daniel McLay        | Bretagne-Sé. | s.t.     |
| 7    | Andrea Fedi         | Southest     | s.t.     |
| 8    | Eduard Grosu        | Nippo        | s.t.     |
| 9    | Kenny Dehaes        | Lotto-Soudal | s.t.     |
| 10   | Giacomo Nizzolo     | Trek         | s.t.     |